# Niko Bungert
Niko Bungert (ur. 24 października 1986 w Bochum) – niemiecki piłkarz występujący na pozycji obrońcy. Od 2008 roku zawodnik 1. FSV Mainz 05.

## Kariera klubowa
Bungert jako junior grał w zespołach VfB Günnigfeld, SG Wattenscheid 09 oraz FC Schalke 04, do którego trafił w 2004 roku. W 2005 roku został włączony do jego rezerw, grających w Oberlidze Nordrhein. Spędził w nich rok. W 2006 roku odszedł do Kickers Offenbach, występującego w 2. Bundeslidze. Zadebiutował w niej 17 listopada 2006 roku w przegranym 0:1 pojedynku z 1. FC Kaiserslautern. 1 kwietnia 2007 roku w wygranym 2:1 meczu ze SpVgg Greuther Fürth strzelił pierwszego gola w 2. Bundeslidze. Graczem Kickers był przez dwa lata.
W 2008 roku Bungert odszedł do innego drugoligowca, FSV Mainz 05. W 2009 roku awansował z nim do Bundesligi. Pierwszy raz wystąpił w niej 15 sierpnia 2008 roku w zremisowanym 3:3 spotkaniu z 1. FC Kaiserslautern. 19 września 2008 roku w wygranym 2:0 pojedynku z 1. FC Nürnberg zdobył pierwszego gola w Bundeslidze.

## Kariera reprezentacyjna
Bungert jest byłym reprezentantem Niemiec U-19, U-20 oraz U-21.